# 安濃城
安濃城（あのうじょう）は、三重県津市安濃町安濃字城山にあった日本の城（山城）。主郭跡にある阿由多神社に奉納された大般若経600巻は津市の指定有形文化財に指定されている。

## 概要
安濃城（あのうじょう）は三重県津市安濃町安濃にある、安濃川からの標高33mの丘陵字城山に存在した山城（丘陵城郭）であり、中世末期の伊勢国最大級の城郭ともいわれる。安濃川に沿った丘陵に築かれ、本丸をはじめ、居館跡、家臣館跡などがよく残っている。主郭には阿由多神社が祀られ、その周りに土塁や深い空堀が巡らされている。

## 歴史

### 築城
弘治年間頃（1555-1558年）に長野氏の別家である細野氏が、藤光の時代に安濃郡長野村（津市美里町北長野）の細野城から移り、その地に屋敷を構え、その子である九郎右衛門藤敦が城郭として屋敷を拡充したと言われる。東西に長い地形や家臣が暮らす所である郭（くるわ）が並べられた形状が長野氏系の城の特徴であり、安濃城跡にもみられる。現存している遺構は拡充したその時のものであると考えられる。

### 織田信長軍による攻め入り
北勢地域の諸城を攻略していた織田信長軍は永禄11年（1568年）に更に南に下って、中勢地域の長野氏を滅ぼそうとした。そのためにまずは、長野氏の別家である細野氏を滅ぼすことを企てた。その企て通りに細野氏を滅ぼすため織田信長軍は、織田氏の勇将であった滝川一益に安濃城を攻めさせるようにした。しかし、伊勢国最大級の城郭とも呼ばれる安濃城の防備はとても固く、容易に落ちるものではなかった。この戦いの後に長野氏と織田信長は和解し、結果として織田信長の弟である織田信包が長野氏の養子に迎えて収まった。

### 焼き打たれて落城
しかし、長野氏と織田信長の和解成立後も細野氏は反信長を貫き、天正8年（1580年）2月2日に津城にいた織田信包軍の攻撃を受け、藤敦は守ることができず城に火をつけて逃亡したため本城は滅びたとされる。
城主であった藤敦らは一身田(津市)にある専修寺に逃れた後に、近江日野城主や伊勢松阪主、陸奥黒川城主であった武将の蒲生氏郷や豊臣秀吉らに仕えたといわれている。

## 構造

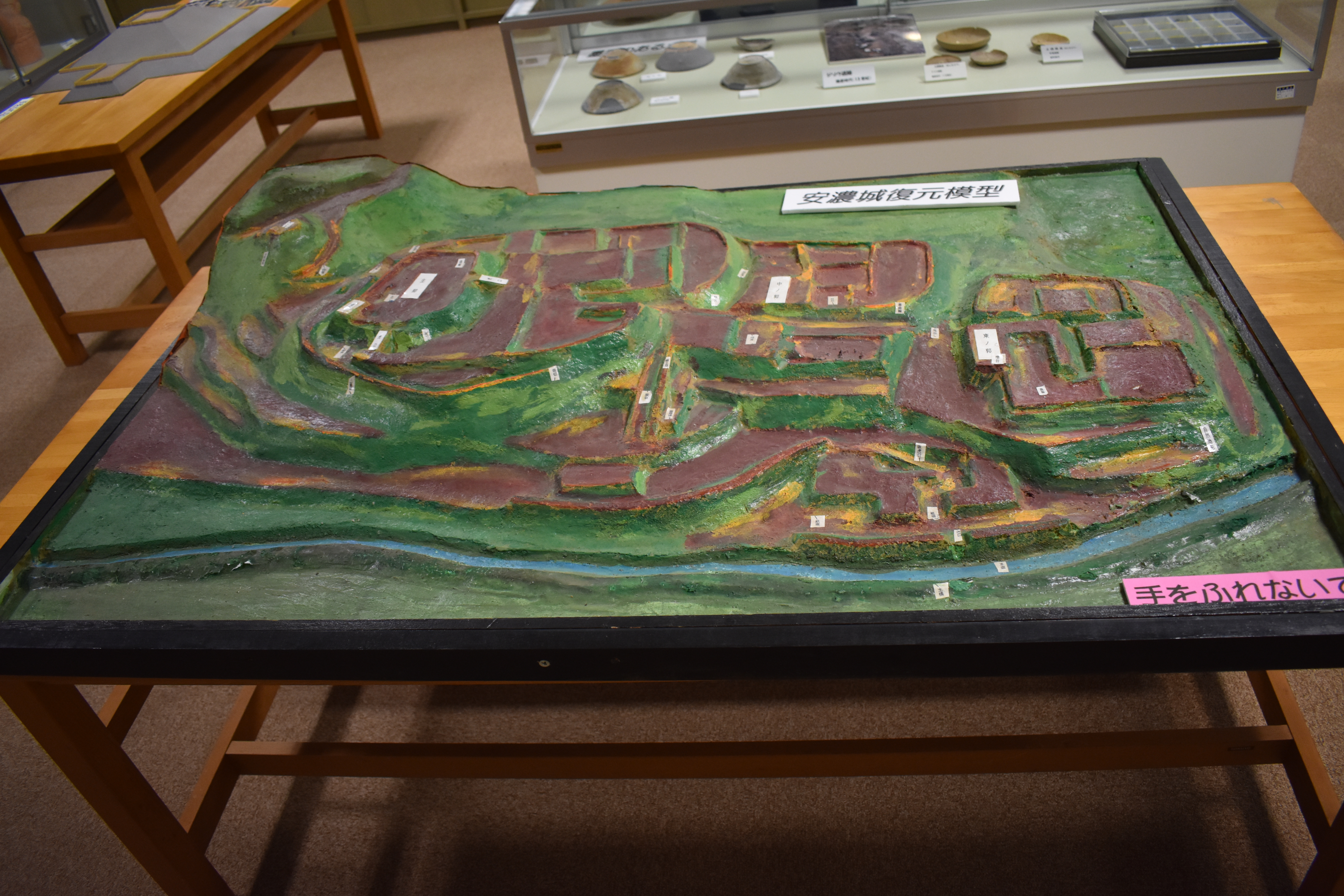
安濃城模型（津市安濃郷土資料館 展示）

三重県下最大級の中世末期の丘陵城郭であり、高さとしては、最も低いところでは30ｍ、最も高いところでは60ｍを誇る。西の阿由多神社を中心に居館があったと思われる土塁と堀による郭が連なっており、特に南西の堀は大規模でこの城の見どころとなっている。
城の範囲としては東西に500ｍ以上、南北には300ｍ以上存在し、空堀は非常に深く、10ｍ以上の深さがあったとされている。

## 跡地

### 阿由多神社

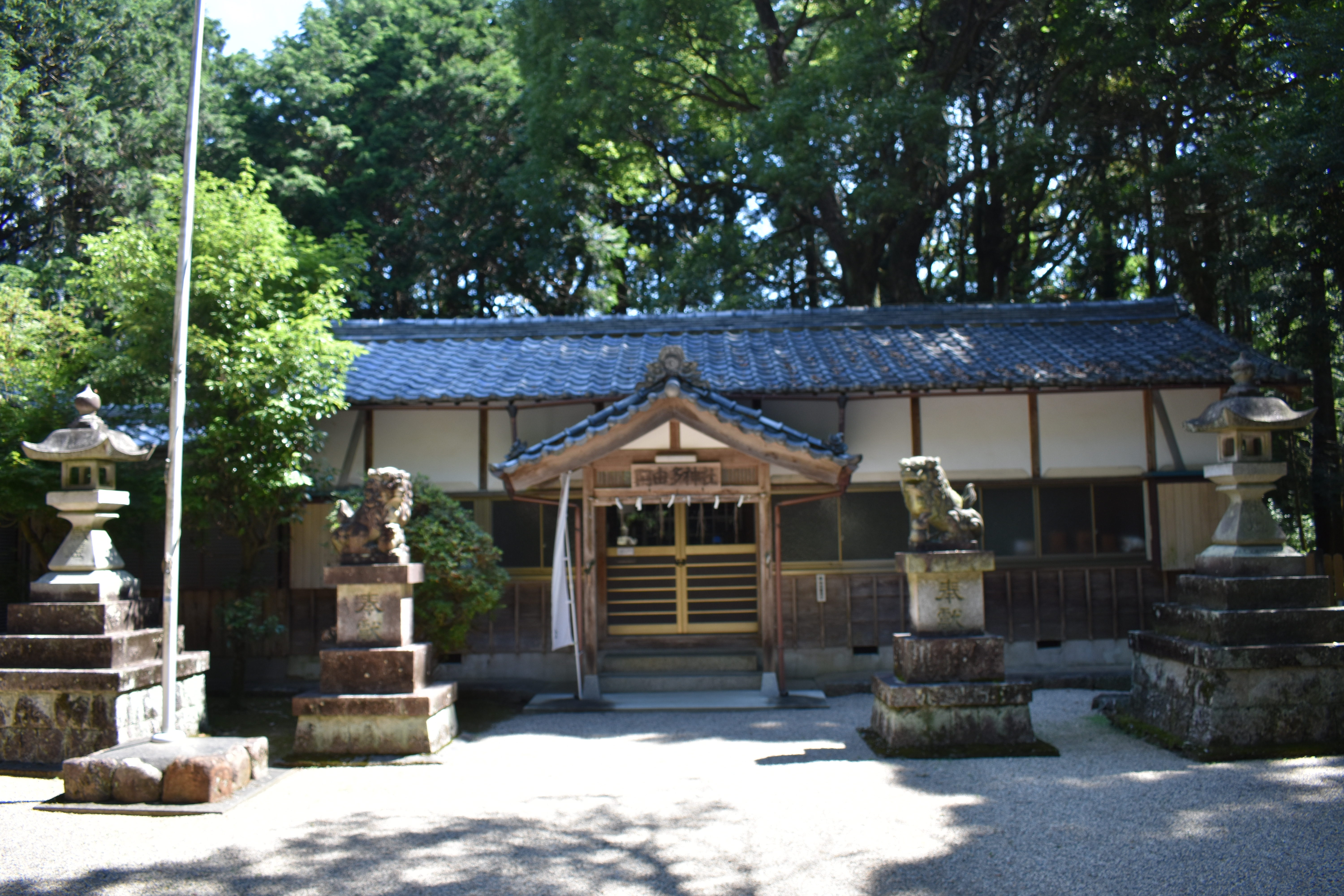
阿由多神社

安濃城の主郭跡にある神社。明治41年（1908年）に、安濃・内多・太田・清水・曽根の5つの村祠を合祀しており、祭神は阿由太神を主神とし他に25柱を祀る。明治初めまでは藤塚の奥社付近に建築されていたと考えられ、現在地には合祀で明治42年（1909年）に造建されたと言われているが、明治以前の詳細は不明である。

## 文化財

### 大般若経600巻
城主細野氏の子孫で、安濃村から江戸・京へ出た豪商荒木光品により、享保20年（1735年）に大般若経600巻が阿由多神社に奉納された。家業の成功を感謝して奉納されたと考えられる。1998年（平成10年）4月1日に津市の指定有形文化財に指定された。

## 交通アクセス

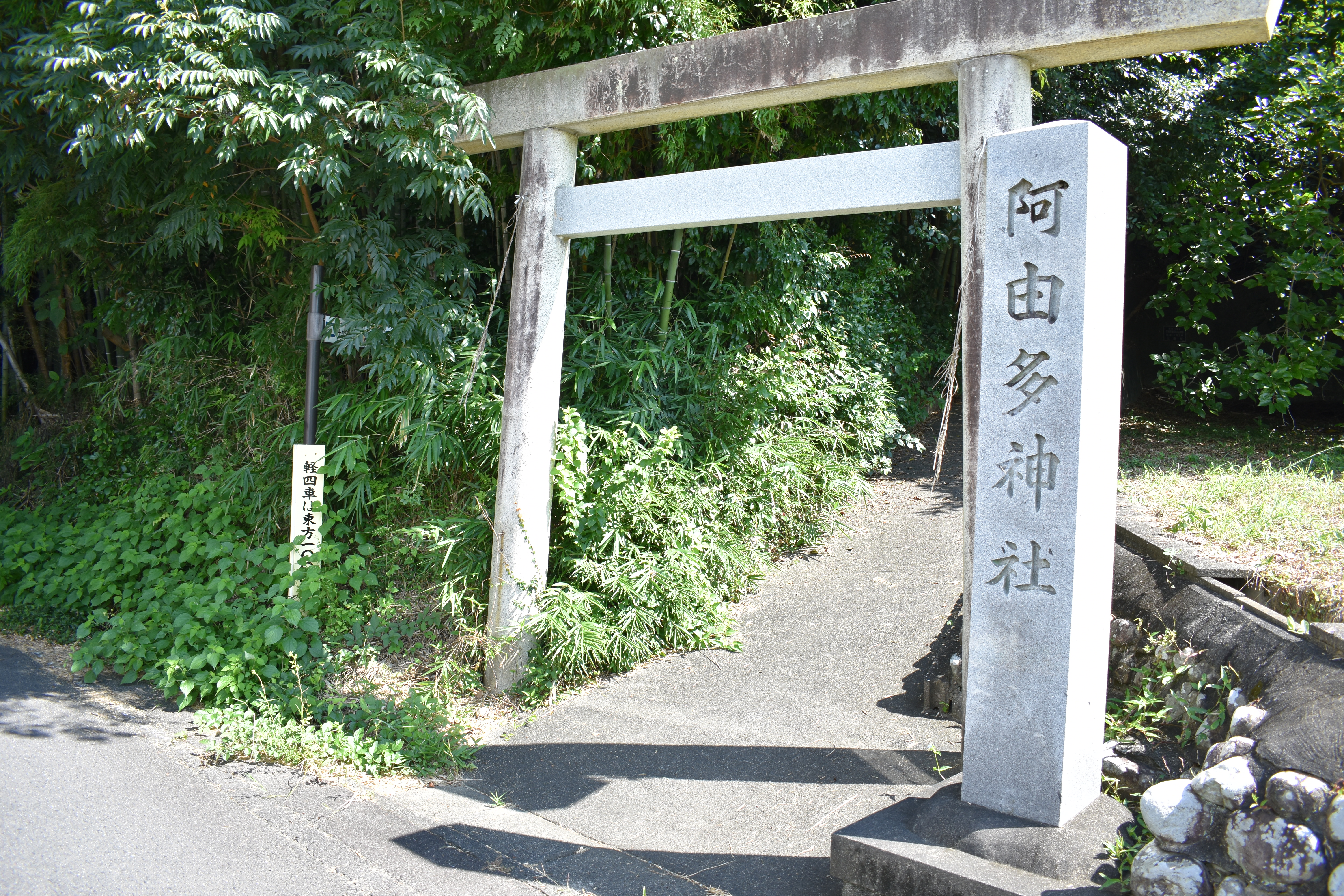
安濃城入口

### 電車でのアクセス
近鉄名古屋線 津駅からバスで1時間20分、降りて徒歩12分程度。

### 車でのアクセス
津インターチェンジから10分程度。